# Ben Cardin
Pour les articles homonymes, voir Cardin.
Benjamin Louis Cardin, dit Ben Cardin, né le 5 octobre 1943 à Baltimore (Maryland), est un homme politique américain, membre du Parti démocrate et sénateur du Maryland au Congrès des États-Unis de 2007 à 2025. Il est auparavant élu à la Chambre des délégués du Maryland de 1967 à 1987, puis à la Chambre des représentants des États-Unis de 1987 à 2007.

## Biographie

### Jeunesse
Ben Cardin est né à Baltimore, dans le Maryland. Il est le fils de Dora Green et de Meyer M. Cardin.
Le patronyme originel de la famille est « Kardonsky ». Il a été changé en Cardin par les grands-parents de Ben Cardin, des immigrés juifs d'origine russe.
Meyer Cardin (décédé en 2005) était un juriste et un homme politique local de Baltimore, élu à l'âge de 27 ans en 1935 pour représenter le district 2 de la ville. Son frère, Maurice Cardin, représenta le district 5 de la ville de Baltimore de 1951 à 1966.

### Chambre des délégués du Maryland
Si Ben Cardin poursuit des études en droit à l'université du Maryland (il est diplômé en 1967), sa carrière politique commence dès 1966 quand son oncle Maurice décide de ne pas se représenter dans le district 5 et se désiste en faveur de son neveu, alors âgé de 22 ans. Ben Cardin est élu à la chambre des délégués du Maryland.
Il est président de la chambre des délégués de 1979 à 1987.

### Chambre des représentants des États-Unis
En 1986, après vingt ans passé à l'assemblée générale du Maryland, il se présente à la Chambre des représentants des États-Unis dans le 3e district du Maryland, siège alors occupé par Barbara Mikulski qui a choisi de se présenter au Sénat. Il remporte l'élection avec 79 % des voix. 
À la chambre, ses dossiers de prédilection concernent les questions fiscales, la réforme des pensions de retraite et le système de couverture médicale.
En 1998, il est nommé à la présidence de la commission spéciale du Maryland sur les lois sur l'éthique et la déontologie après avoir coprésidé la commission de l'éthique du Congrès.

### Sénat des États-Unis
Le 26 avril 2005, il annonce sa candidature aux élections de 2006 pour succéder au sénateur démocrate Paul Sarbanes, non candidat à sa réélection. Il remporte de justesse la primaire démocrate du 12 septembre 2006 en rassemblant 43,7 % des voix devant l'ancien membre du Congrès Kweisi Mfume (40,5 %). Il remporte ensuite l'élection générale du 7 novembre contre le lieutenant gouverneur républicain Michael S. Steele avec 54,2 % des suffrages.

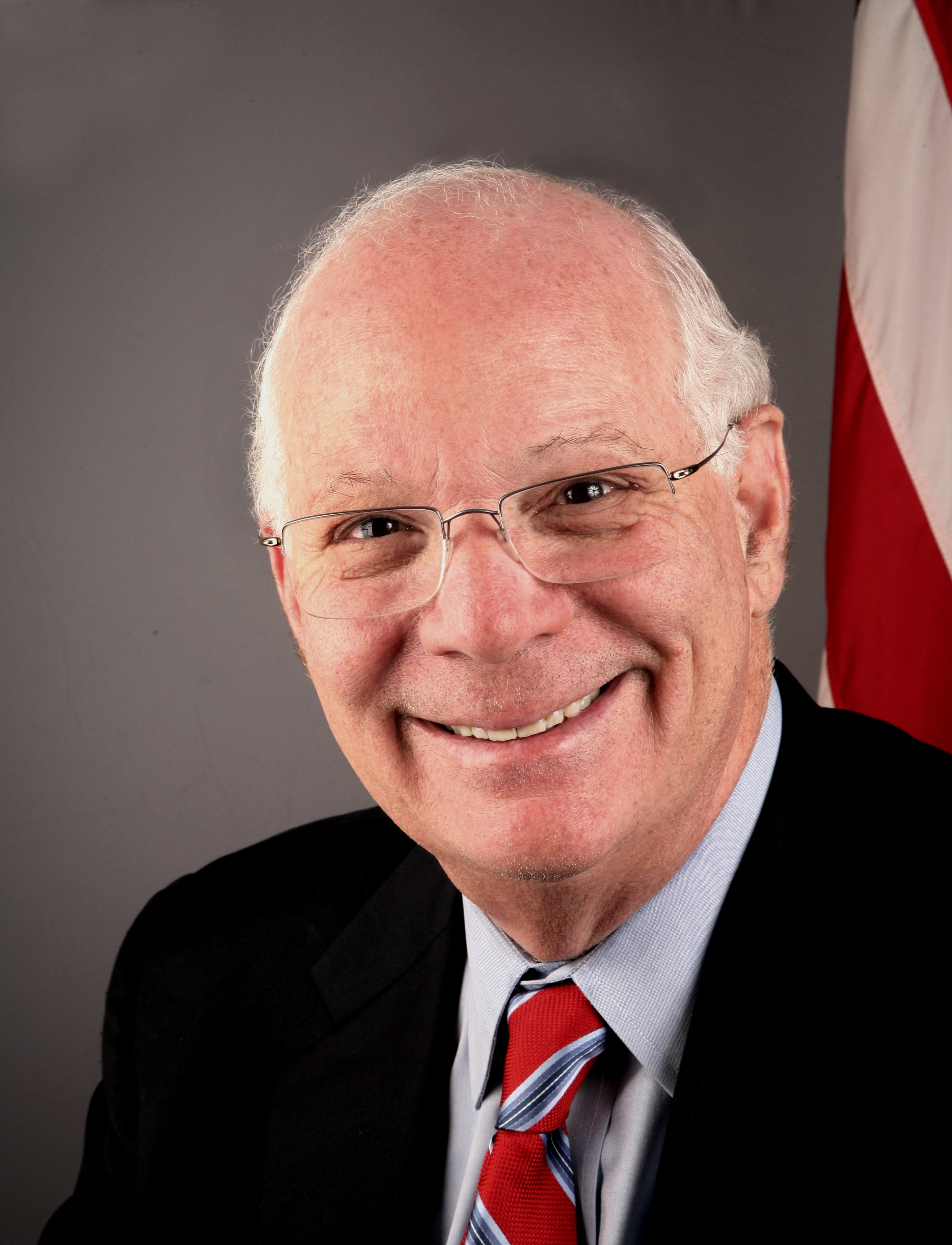
Portrait de Cardin au Sénat.

En 2007, il copréside la commission sur la sécurité et la coopération en Europe et est vice-président de l'assemblée parlementaire de l'Organisation pour la sécurité et la coopération en Europe (OSCE).
Après le scandale de corruption impliquant le fonds Hermitage Capital, Cardin propose une interdiction d'entrée aux États-Unis pour les fonctionnaires russes impliqués dans le scandale et la mort de Sergueï Magnitski, l'un des avocats du fonds. Le 26 avril 2010, il dépose une liste de soixante noms auprès de la secrétaire d'État Hillary Clinton. La liste comporte les noms de fonctionnaires du ministère de l'Intérieur, du Service fédéral de sécurité, du Service fédéral des impôts, de la Cour d'arbitrage, du Bureau du Procureur général et du Service pénitentiaire fédéral, complétée d'une brève description du rôle de chacune de ces personnes dans cette affaire.
Il est candidat à un deuxième mandat lors des élections de 2012. Il remporte la primaire démocrate contre sept rivaux, dont le sénateur d'État C. Anthony Muse. Il remporte ensuite l'élection générale avec 56,0 % des suffrages, en devançant le républicain Dan Bongino (26,3 %) et le candidat indépendant Rob Sobhani (16,4 %).
Candidat à un troisième mandat lors des élections de 2018, il remporte largement la primaire démocrate de juin contre sept adversaires, dont la lanceuse d'alerte Chelsea Manning. Il remporte ensuite l'élection générale du 6 novembre contre le républicain Tony Campbell.
En mai 2023, il annonce qu'il ne sera pas candidat à un quatrième mandat lors des élections de 2024. En septembre 2023, il devient président de la commission sénatoriale des affaires étrangères, après que son collègue Bob Menendez se soit mis en retrait après sa mise en examen pour corruption.
Il est considéré comme l'un des démocrates les plus favorables à la politique de l'État d'Israël et est favorable à la coopération pour le développement du nucléaire civil en Inde.

### Vie privée
Le 24 novembre 1964, Ben Cardin épouse Myrna Edelman alors qu'il vient juste d'être diplômé de l'université de Pittsburgh. Il a 21 ans. Il aura une fille Deborah et un fils, Michael, décédé par suicide en 1998 à l'âge de 30 ans.
Son neveu, Jon S. Cardin, est depuis 2002 délégué à la chambre du Maryland où il représente le district 11, soit les quartiers ouest du comté de Baltimore.